# 创世纪VI：虚伪先知
《创世纪VI: 虚伪先知》是由Origin Systems于1990年发行的电子角色扮演游戏。游戏首发于DOS平台，后移植到多个平台。本作是创世纪系列的第六部游戏。

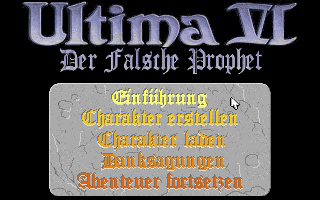
德文版《创世纪VI：虚伪先知》开始页面。

1990年，该游戏在美国的销量不到100,000份。《龙》杂志为MS-DOS版本打出5星满星。